# Ampasimanolotra
Ampasimanolotra, früher Brickaville, ist eine kleine Ortschaft in der Region Atsinanana (ehemals Provinz Toamasina) in Madagaskar.

## Beschreibung
Ampasimanolotra liegt auf beiden Seiten des  Rianila-Unterlaufs unmittelbar unterhalb der Mündung des Rongaronga in der Uferniederung an der Ostküste zwischen Toamasina und Mananjary. Der Name geht auf Charles Bricka zurück, der sich während der französischen Kolonialzeit als Verwaltungsangestellter sehr für den Eisenbahnbau eingesetzt hat.
Im Sieben-Kilometer-Umkreis wohnen geschätzt 8800 Personen. Die Lage des Ortes wird mit 4 Meter über NN angegeben.
Ampasimanolotra liegt inmitten sehr fruchtbaren Landes und lebt in erster Linie von dem Rohrzuckeranbau sowie vom Feld-, Obst- und Gemüseanbau ringsum.

## Verkehr
Für den Verkehr ist  Ampasimanolotra sehr gut erschlossen: Neben dem schiffbaren Rianila wird der Ort sowohl von der Eisenbahnlinie zwischen den beiden größten Städten Madagaskars, Toamasina–Antananarivo (siehe Schienenverkehr in Madagaskar) als auch von der Nationalstraße 2 (RN2) durchquert, die hier beide den Fluss überbrücken.
Die Stahlfachwerk-Brücke stammt aus dem Jahr 1955, kombiniert auf einer Ebene den Eisenbahn- und Autoverkehr und hat eine Spannweite von 71 Metern Ampasimanolotra erlangte 2002 eine größere Bekanntheit, da die Brücke von den Einwohnern im Zuge von allgemeinen Unruhen für mehrere Monate blockiert wurde und den Personen- und Güterverkehr zwischen den beiden wichtigsten Städten des Landes verhinderte. Seitdem hat das Image des Ortes für beide damals strittigen Lager stark gelitten.

## Hilfsprojekte
In den Jahren 2005 bis 2008 unterstützte das Hümmling-Gymnasium in Sögel im Rahmen einer Schulpatenschaft sein Partner-Lycée in Ampasimanolotra mit einem Projekt in Höhe von 15.000 Euro zur Aufforstung zerstörter Primärwaldungen, die von Zyklonen heimgesucht worden waren. Begleitet wurde dieses Projekt von der Deutschen Bundesstiftung Umwelt.